# كلينتون ليونارد جونز
كلينتون ليونارد جونز (بالإنجليزية: Clinton Jones)‏ هو طيار بطل وضابط وطيار مقاتل أمريكي، ولد في 1892 في روس في الولايات المتحدة، وتوفي في 22 يونيو 1965 في ساكرامنتو في الولايات المتحدة.